# Вулиця Володимира Івасюка (Конотоп)
Вулиця Володимира Івасюка — вулиця міста Конотоп Сумської області.

## Розташування
Одна з основних вулиць району Загребелля. Пролягає від моста через річку Єзуч до вулиці Героїв Крут.

## Назва
Названа на честь українського композитора та співака Володимира Івасюка.

## Історія
Вулиця відома з 1920-х років.
Перша відома назва — вулиця Червоно-Переможна. Назва мала ідеологічний зміст та відповідала прийнятим на той час завданням пропаганди радянської ідеології.
З 18 жовтня 1944 року — вулиця Пушкіна на честь російського письменника Олександра Пушкіна.
Влітку 2023 року була перейменована в рамках кампанії деколонізації, що активізувалася після початку широкомасштабного російського воєнного вторгнення в Україну.